# Ceragenia
Ceragenia es un género de escarabajos longicornios.

## Especies
- Ceragenia aurulenta Monné & Martins, 1991
- Ceragenia bicornis (Fabricius, 1801)
- Ceragenia insulana Fisher, 1943
- Ceragenia leprieurii Buquet in Guérin-Méneville, 1844